# Марьяновка (Козельщинский район)
Марья́новка (укр. Мар'янівка) — село,
Высоковакуловский сельский совет,
Козельщинский район,
Полтавская область,
Украина.
Код КОАТУУ — 5322081203. Население по переписи 2001 года составляло 208 человек.

## Географическое положение
Село Марьяновка находится на краю большого болота урочище Проценково,
примыкает к селу Долгое, на расстоянии в 3 км расположено село Высокая Вакуловка.

## Экономика
- Молочно-товарная, птице-товарная, свино-товарная и овце-товарная ферма, машинно-тракторные мастерские.

## Достопримечательности
- Братская могила советских воинов.

## Известные люди
- Семиренко, Алексей Иванович (1928—2002) — советский военачальник, генерал-полковник.
- Слинченко, Владимир Иванович (род. 1931) — украинский советский и партийный деятель.

## Галерея

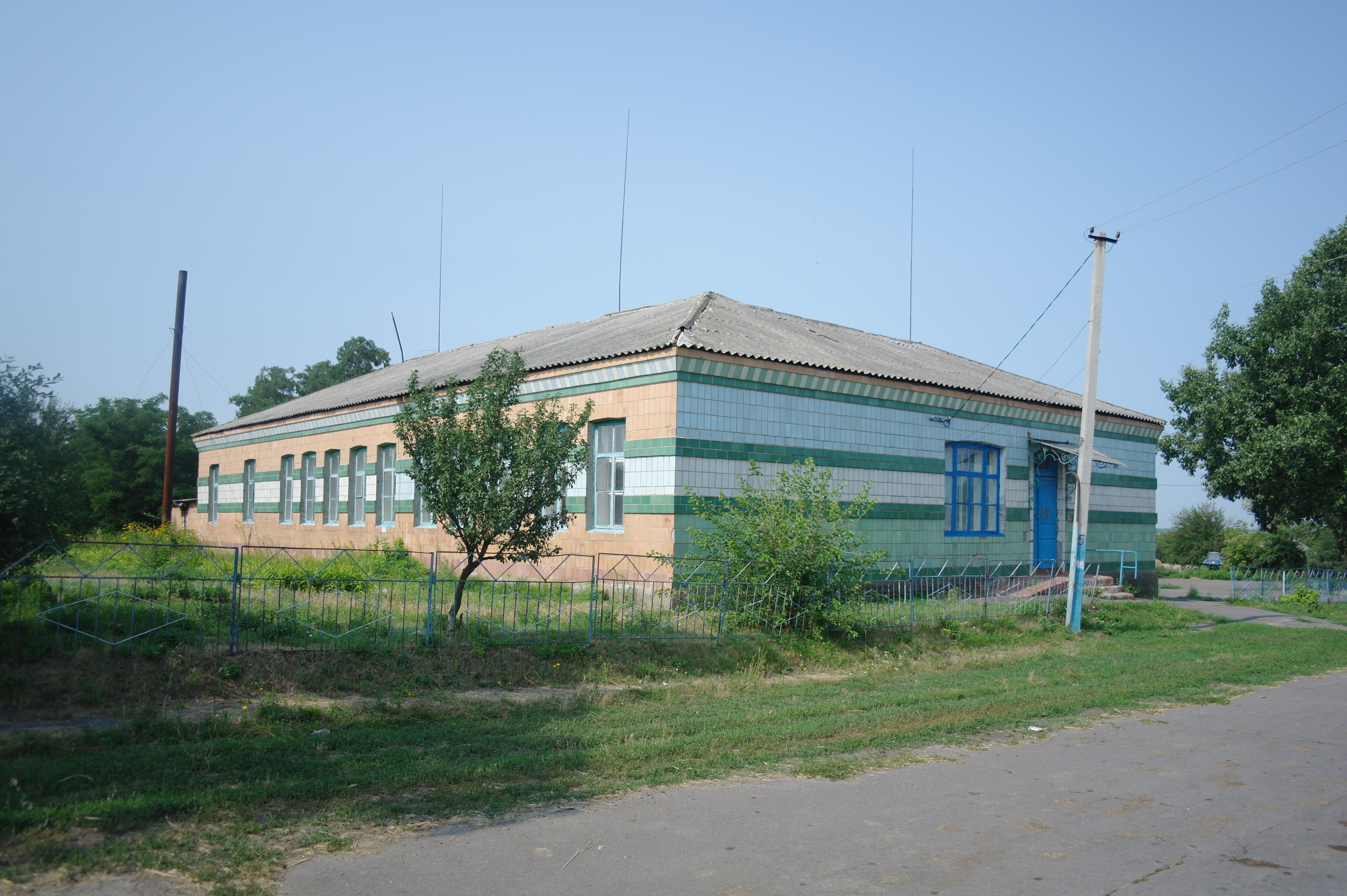
Школа
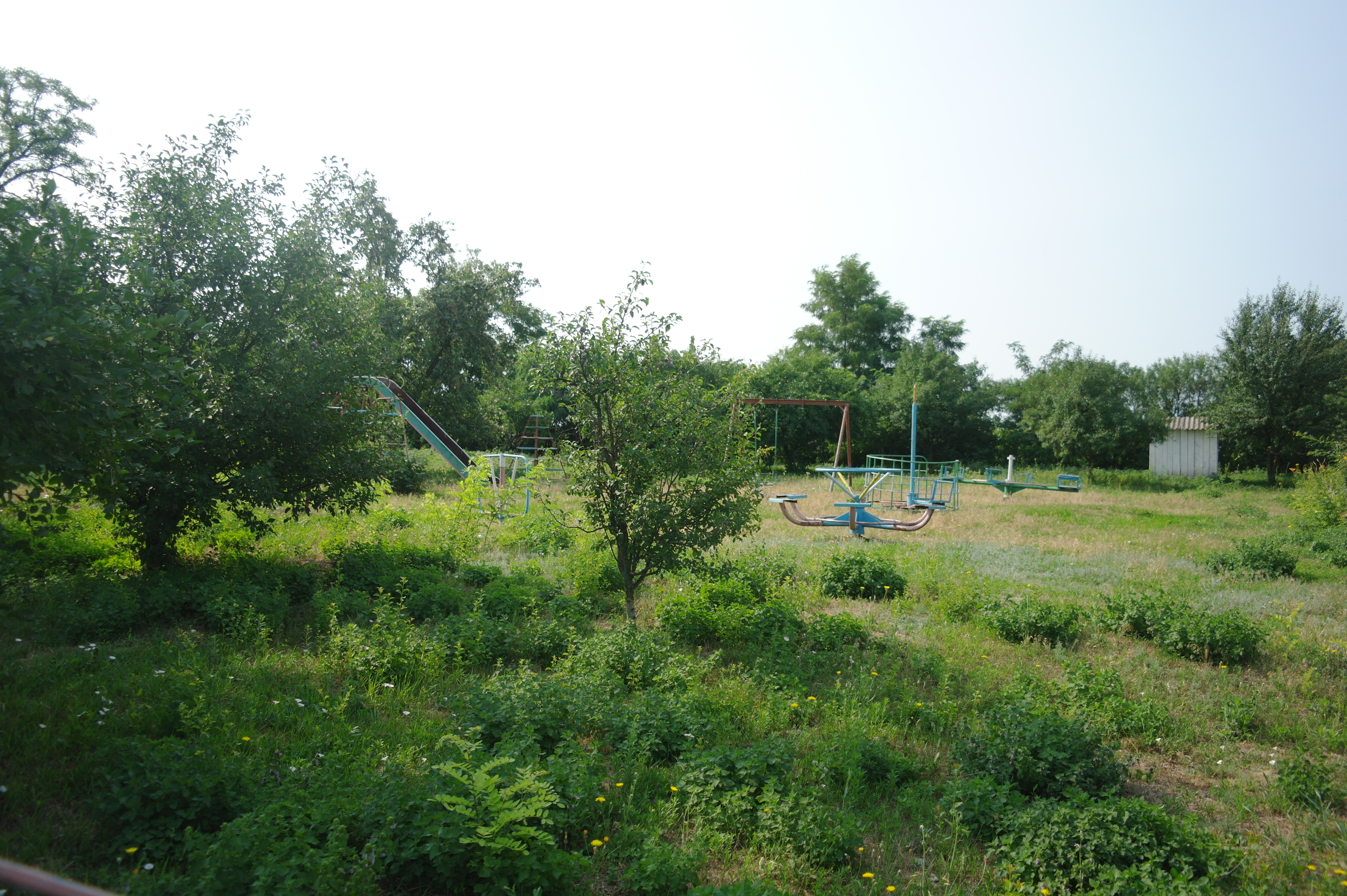
Двор школы
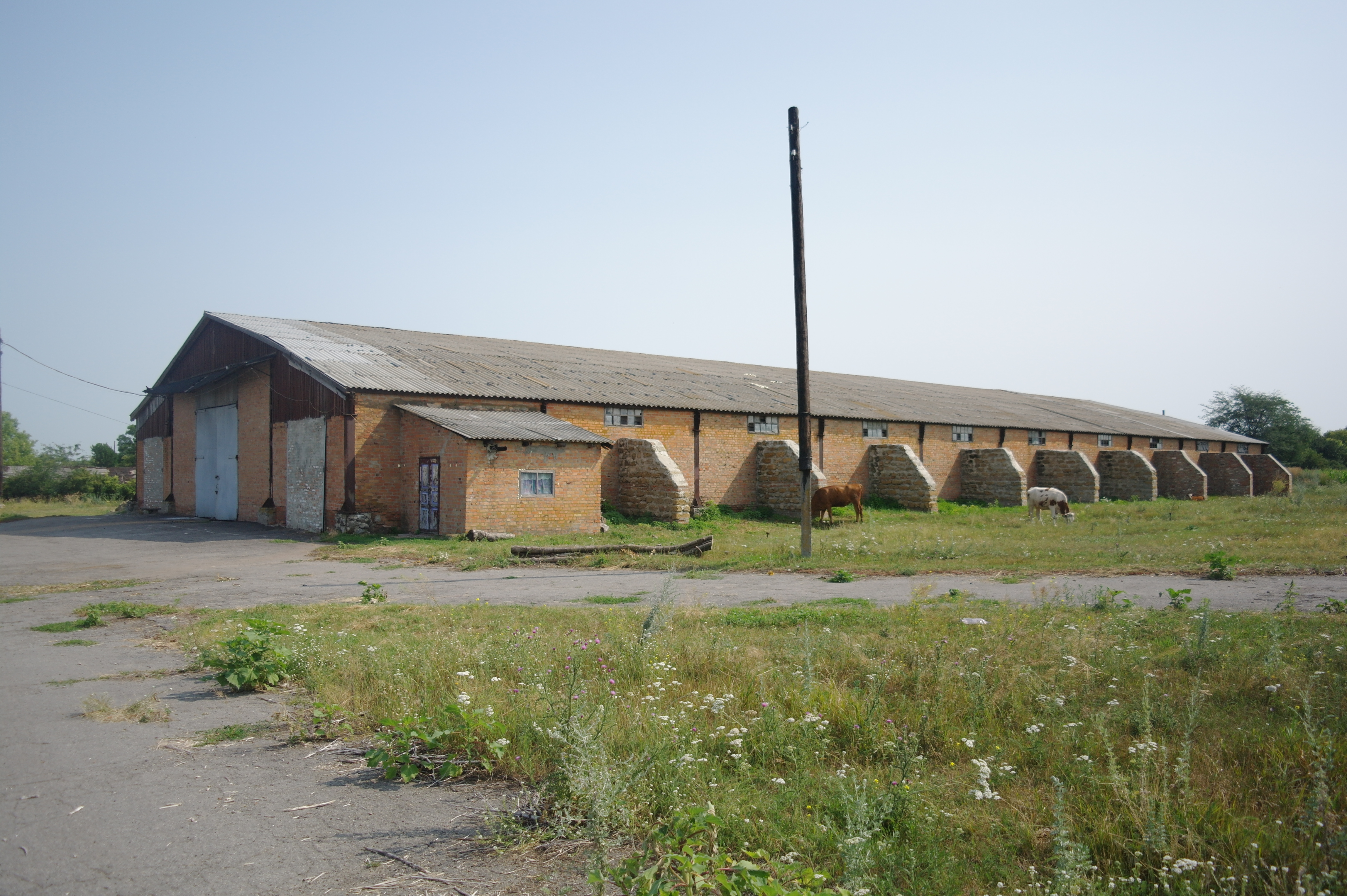
Ферма
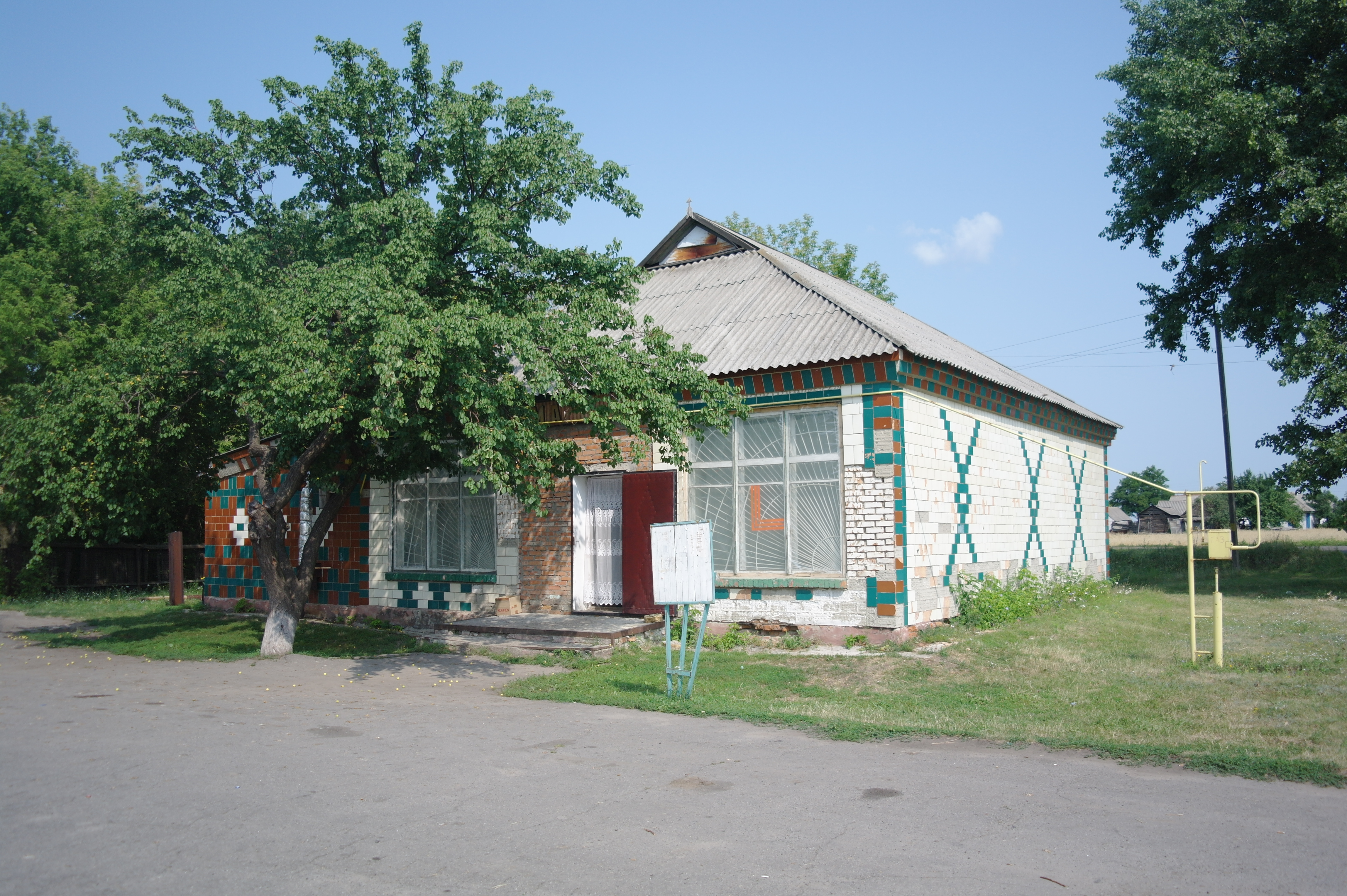
Магазин
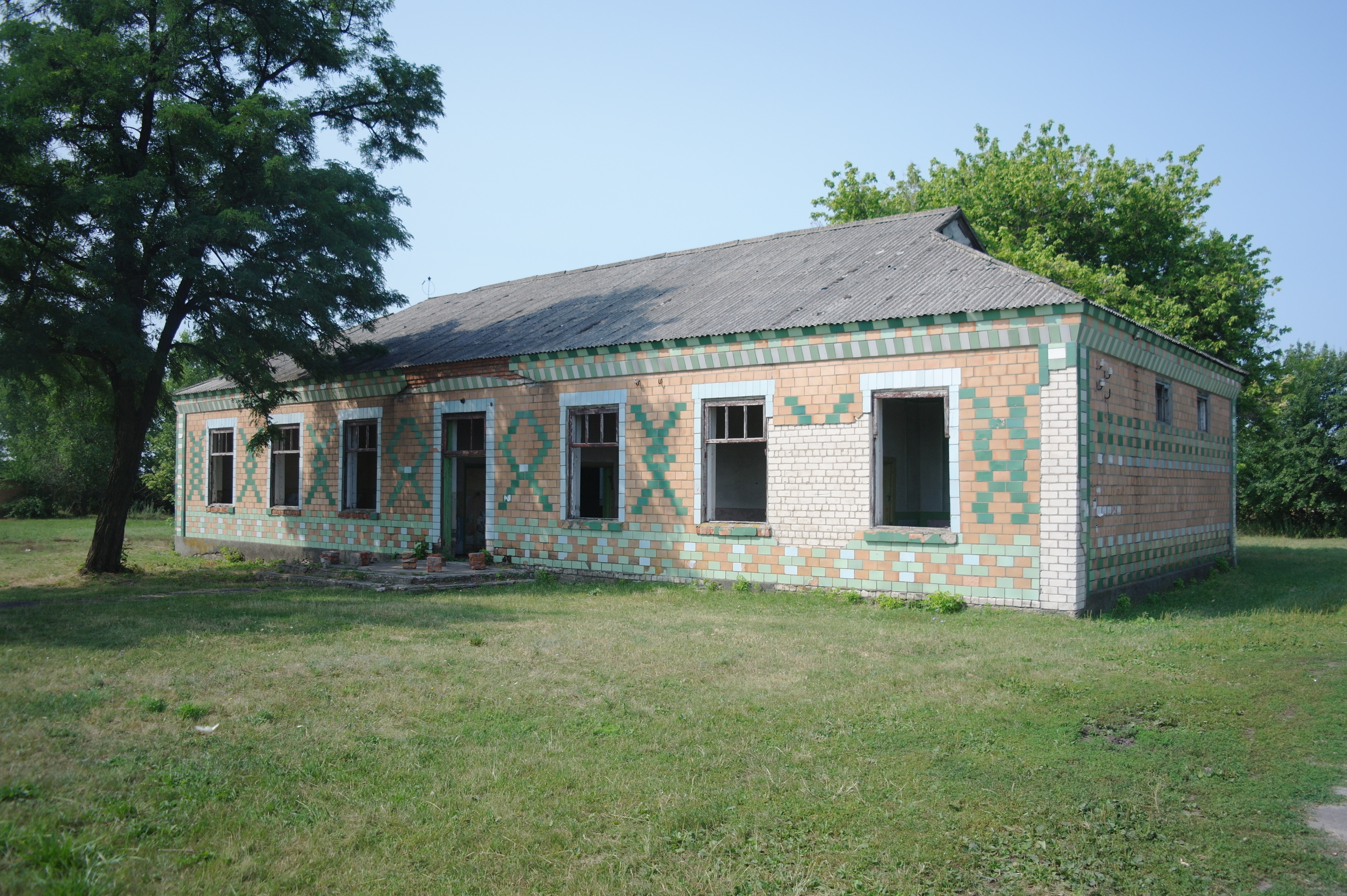
Заброшенный клуб
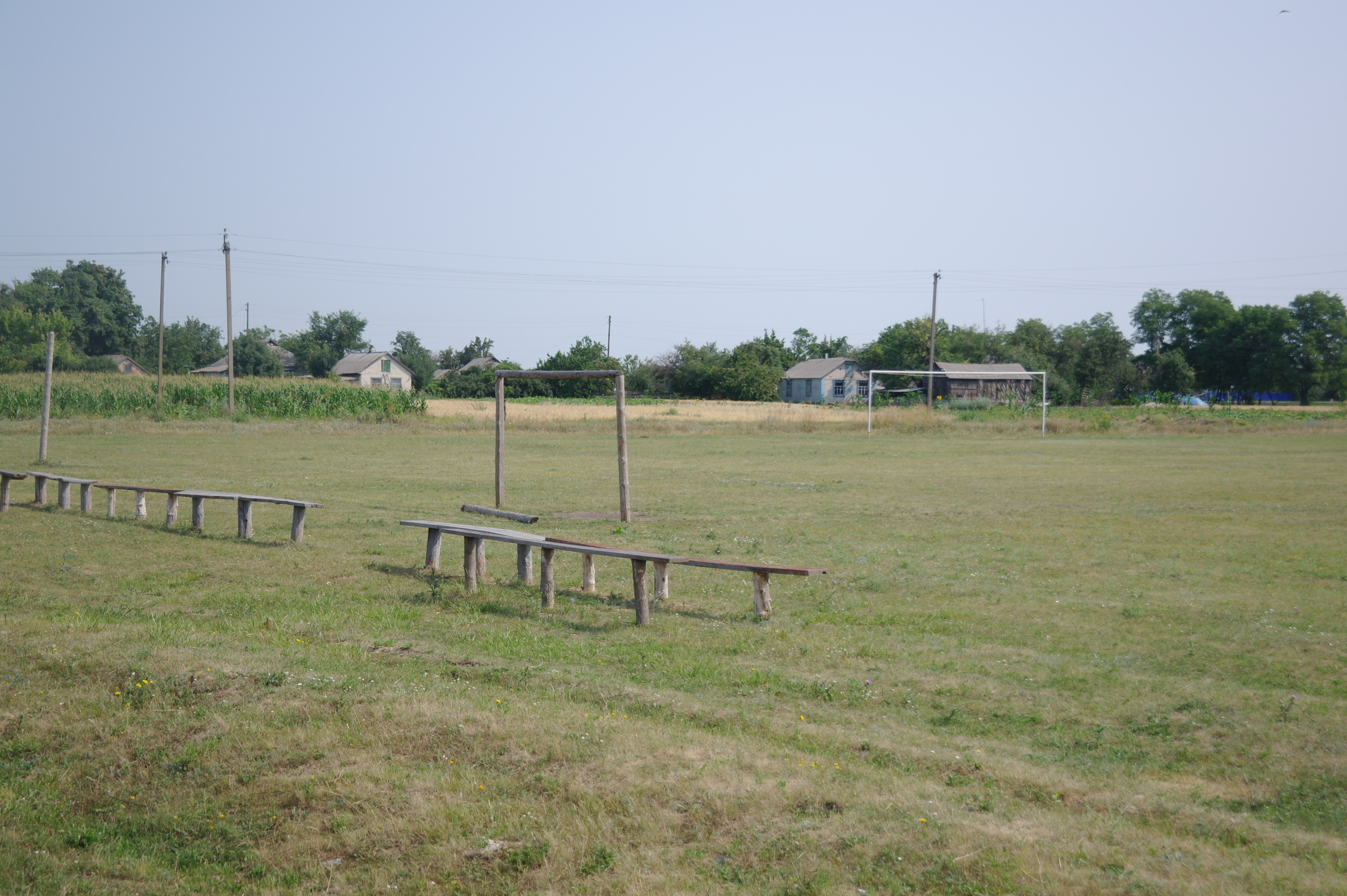
Стадион